# Ernest Goüin

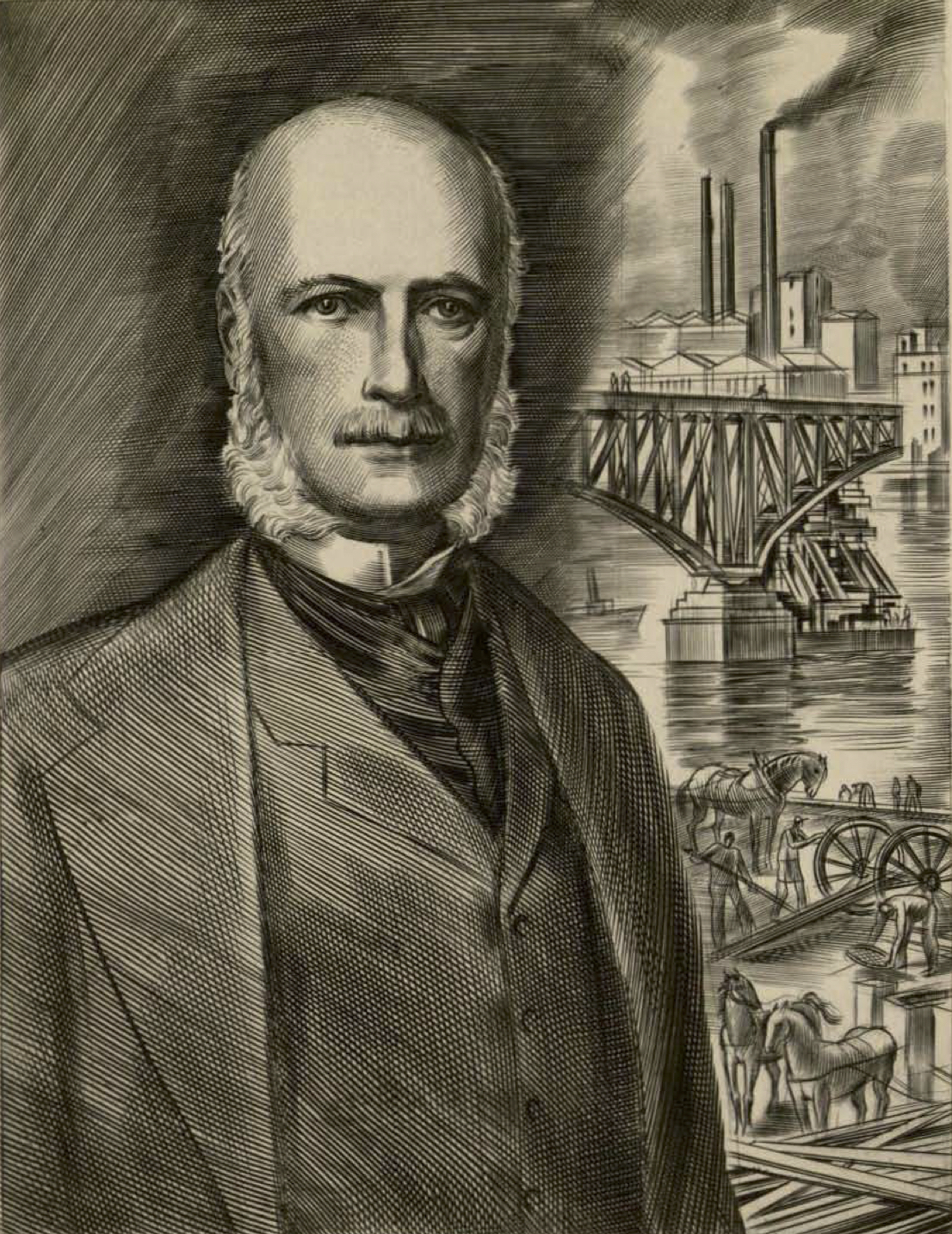
Ernest Goüin

Ernest Goüin (* 22. Juli 1815 in Tours; † 24. März 1885 in Paris) war ein französischer Maschinenbau- und Bauingenieur und Unternehmer.
Goüin stammte aus einer angesehenen Familie der Touraine. Seine Vorfahren waren Bankiers und Geschäftsleute. Sein Vater hatte eine Spinnerei in Nantes. Er studierte 1836 an der École polytechnique. Danach schickte ihn seine Familie zum Studium der Industrie nach England. Bald darauf wurde er von der Eisenbahngesellschaft Paris-Orleans nach Manchester geschickt, wo diese Lokomotiven bestellt hatten. Anschließend war er Ingenieur bei der Eisenbahngesellschaft Paris-Saint Germain. 1846 gründete er seine eigene Firma Ernest Gouin et Cie in Batignolles im Norden von Paris, wo er Lokomotiven und Spinnerei-Maschinen herstellte. Bald kam auch der eiserne Brückenbau hinzu und 1867 wurde aus seiner Firma die Société de Construction des Batignolles, heute Spie Batignolles.
Zu seinen Brücken gehört die Eisenbahnbrücke Asnières von 1852, die erste größere eiserne Brücke in Frankreich, eine Eisenbrücke über den Scorff bei Lorient, eine noch heute bestehende Eisenbrücke in der Rue du Rocher in Paris (1868), das Viadukt von Culoz, die Brücke von Mâcon, Moissac und von Langon, die Margaretenbrücke über die Donau in Budapest. Darüber hinaus stellte seine Firma zahlreiche weitere Brücken und Eisenbahnprojekte in Algerien, Australien, Spanien, Rumänien, Russland, den Niederlanden, Italien und Ungarn her.

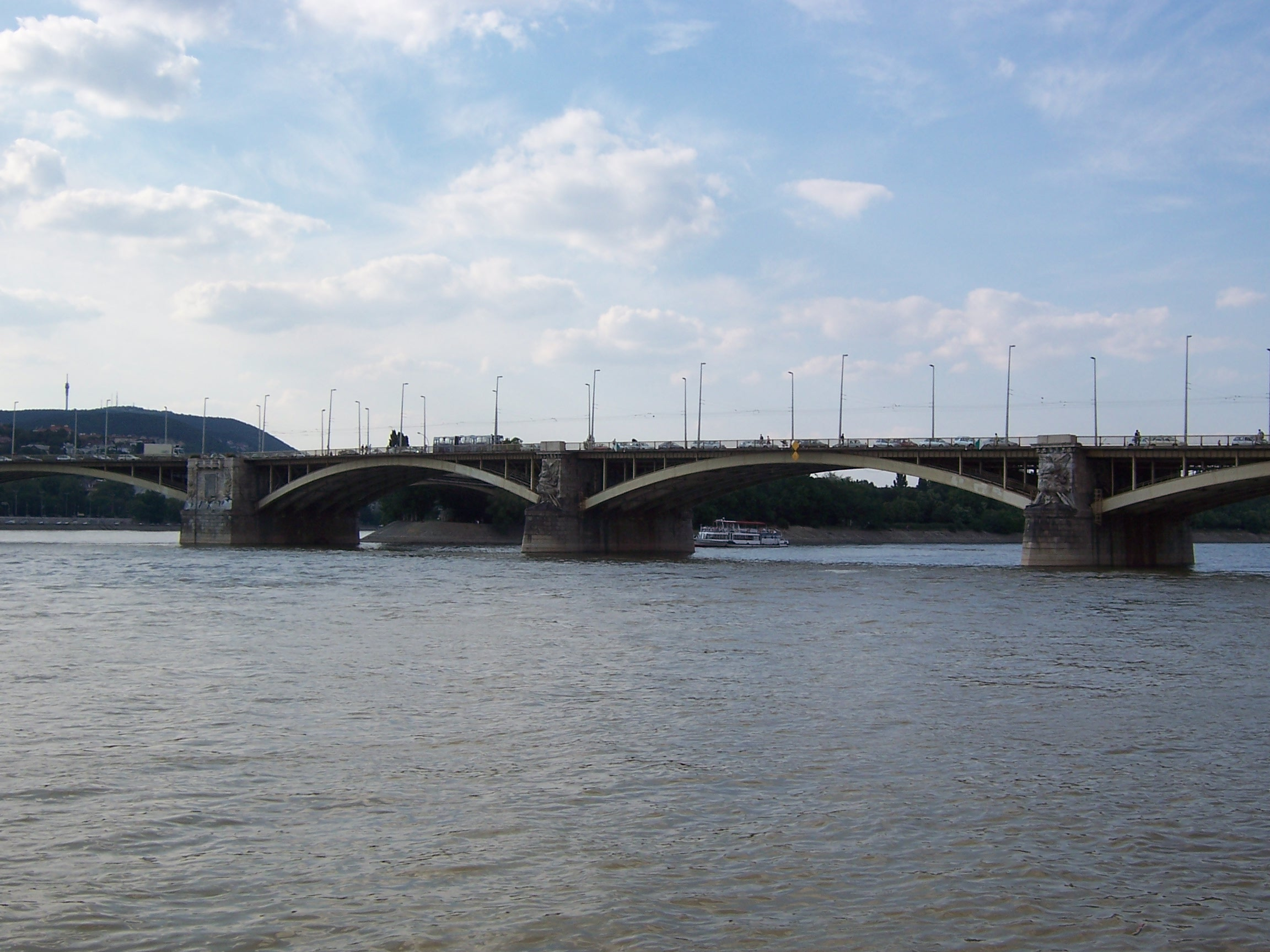
Margaretenbrücke in Budapest

Er ist einer der 72 Namen auf dem Eiffelturm und eine Straße in Paris ist nach ihm benannt.
Zeitweise war er Präsident der Pariser Handelskammer. Er war Kommandeur der Ehrenlegion.
Ernest war der Vater von Jules Goüin, der 1905 das Kloster Royaumont, eine frühere Zisterzienser-Abtei erwarb. Sie wurde 1937 von Jules’ Enkel Henri und seiner Frau Isabelle zu einem bekannten Kulturzentrum umgewandelt, einem Künstlertreff, der u. a. durch Konzerte und internationale Kolloquien berühmt wurde und bis heute in Betrieb ist.